# Zły śpi spokojnie
Zły śpi spokojnie (jap. 悪い奴ほどよく眠る Warui yatsu hodo yoku nemuru) – japoński dramat filmowy z 1960 roku w reżyserii Akiry Kurosawy, oparty na wątkach z Hamleta autorstwa Williama Shakespeare’a. Był pierwszym filmem nakręconym przez niezależną grupę produkcyjną tego reżysera.
Zdjęcia kręcono w Tokio (wieżowiec Marunouchi), w stoczni w Toyohashi (prefektura Aichi), przy wulkanie Aso (prefektura Kumamoto) oraz w więzieniu w Jokohamie.